# 20th Party (アルバム)
『20th Party』（トゥェンティイス・パーティ）は、松田聖子通算33枚目のオリジナル・アルバム。2000年6月28日発売。発売元はマーキュリー・ミュージックエンタテインメント。

## 解説
デビュー20周年記念アルバム。先行シングル「20th Party」「上海ラヴソング」「Unseasonable Shore」を収録（C/Wはすべてアルバム未収録）。
セルフプロデュース以降、松田サウンドの立役者と云える小倉良と鳥山雄司のコンビ、松田が昔ファンだった原田真二がそれぞれ5曲ずつプロデュースした。
原田は次作から2004年発表のアルバム『Sunshine』まで本格的に松田のプロデュースを続ける（コンサートにもサウンドプロデュース&ギタリストで「SEIKO MATSUDA CONCERT TOUR 2004 Sunshine」まで同行）。2005年ツアー「25th Anniversary SEIKO MATSUDA CONCERT TOUR 2005 fairy」からはサウンドプロデュースが小倉良に戻る。
アルバムに連動したコンサートツアーSeiko Matsuda Concert Tour 2000 20th Partyも実施された。前半は本作を中心にした選曲、後半は22分強にも及ぶ80年代シングルヒットメドレーを披露。

## 収録曲
1. 20th Party　（4:55）
  - 作詞:Seiko Matsuda　作曲:Ryo Ogura　編曲:Yuji Toriyama
  - 2000年のコンサートでは1曲目を飾っていたが、その後はラスト・ナンバーとして歌われることが多い。
2. 感謝しているヨ!　（4:08）
  - 作詞:Seiko Matsuda　作曲:Ryo Ogura　編曲:Yuji Toriyama
  - TBS系『世界ウルルン滞在記』のエンディングテーマに使用された。
3. 上海ラヴソング　（4:38）
  - 作詞:Akiko Yano　作曲・編曲:Shinji Harada
  - 矢野の楽曲提供は1985年発売『The 9th Wave』収録「両手のなかの海」から15年ぶり。
4. 強い向い風の中で　（4:39）
  - 作詞・作曲・編曲:Shinji Harada
5. RAIN　（4:23）
  - 作詞:吉法師　作曲:Ryo Ogura　編曲:Yuji Toriyama
6. ひとしずくの涙　（3:55）
  - 作詞・作曲・編曲:Shinji Harada
7. Pretty Baby　（5:00）
  - 作詞・作曲・編曲:Shinji Harada
8. Unseasonable Shore　（4:12）
  - 作詞:吉法師　作曲:Ryo Ogura　編曲:Yuji Toriyama
  - アルバムからの第3弾シングルとしてリリースされた。
9. A Midsummer Night's Dream　（5:03）
  - 作詞:吉法師　作曲:Ryo Ogura　編曲:Yuji Toriyama
10. 夏物語　（3:36）
  - 作詞・作曲・編曲: Shinji Harada
  - 原田真二とのデュエット。2003年に実施したリクエストベストアルバムの投票ではアルバム曲部門で上位にランクイン。

## 関連作品
- 20th Party
  - シングル「20th Party」を参照
- 感謝しているヨ
  - LOVE Seiko Matsuda 20th Anniversary Best Selection
  - Another side of Seiko 27
- 上海ラヴソング
  - シングル「上海ラヴソング#関連作品」を参照
- Unseasonable Shore
  - シングル「Unseasonable Shore#関連作品」を参照
- 夏物語
  - LOVE Seiko Matsuda 20th Anniversary Best Selection